# شهرستان اسمیث (ویرجینیا)
شهرستان اسمیث، ویرجینیا (به انگلیسی: Smyth County, Virginia) یک سکونتگاه مسکونی در ایالات متحده آمریکا است که در ویرجینیا واقع شده‌است.

## خصوصیات
شهرستان اسمیث ۱٬۱۷۰٫۶۸ کیلومترمربع مساحت دارد.